# PGC 1710320
LEDA/PGC 1710320 ist eine Galaxie im Sternbild Haar der Berenice am Nordsternhimmel. Sie ist schätzungsweise 314 Millionen Lichtjahre von der Milchstraße entfernt und hat einen Durchmesser von etwa 55.000 Lichtjahren. Gemeinsam mit IC 854 bildet sie ein gebundenes Galaxienpaar.
Im selben Himmelsareal befinden sich u. a. die Galaxien NGC 4979, IC 4202, PGC 45669, PGC 45705.